# Souvrství Cloverly

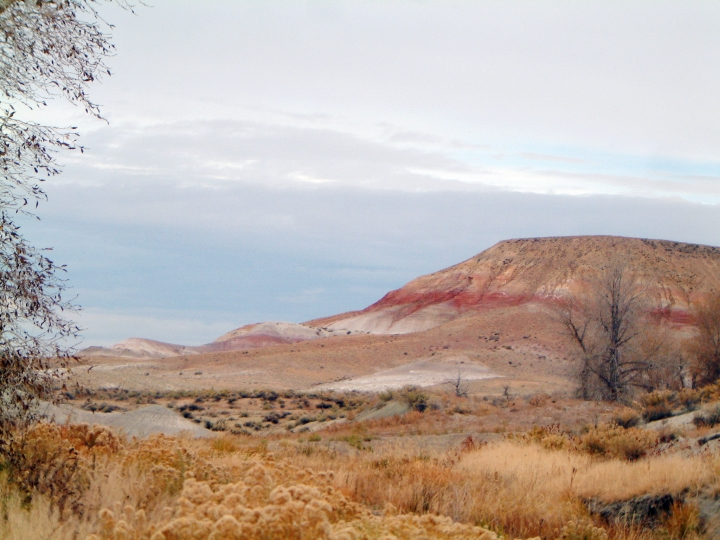
Výchozy geologického souvrství Cloverly.

Souvrství Cloverly je geologické souvrství, jehož sedimenty se rozkládají na území západoamerických států Montana, Wyoming, Colorado a Utah. Své jméno odvozuje od poštovní stanice, která se na přelomu 19. a 20. století nacházela na východní straně Bighornské pánve. Jméno pro souvrství zvolil N. H. Darton v roce 1904.

## Charakteristika
Souvrství Cloverly má mocnost v rozmezí 46 až 122 metrů a tvoří je hlavně jílovce, v menší míře pak pískovce a slepence. Je pozůstatkem dávné záplavové nížiny, ve které dominovali zejména dinosauři. Stáří sedimentů činí asi 115 až 108 milionů let, ukládaly se tedy v období geologických věků apt až alb, v pozdějším období rané (spodní) křídy. Podobnou faunou oplývá také stejně staré geologické souvrství Antlers.

## Fauna
Mezi nejzajímavější rody dinosaurů, známých z této formace, patří obří sauropod druhu Sauroposeidon proteles, jeden z nejvyšších znávých dinosaurů vůbec. Dále se zde vyskytoval také obří karcharodontosauridní teropod druhu Acrocanthosaurus atokensis. Známými druhy jsou rovněž ornitopod Tenontosaurus tilleti a menší dromeosauridní teropod Deinonychus antirrhopus, který měl významnou úlohu v začátku tzv. Dinosauří renesance na konci 60. let 20. století. Je pravděpodobné, že smečky deinonychů útočily na tenontosaury, což předpokládali již paleontologové z období "Dinosauří renesance".
Byl zde objeven také primitivní rohatý dinosaurus Aquilops americanus a obrněný dinosaurus Sauropelta edwardsorum. Kromě několika dalších dinosaurů jsou odtud známé také fosilie savců, želv a ryb. Vyskytoval se zde také obojživelník rodu Albanerpeton.